# Arrows A1
Arrows A1 (и его модификация A1B) — гоночный автомобиль команды Формулы-1 Arrows, выступавший в сезонах 1978 и 1979 годов.

## История
Спроектированный за 53 дня Arrows A1 отличался от своего предшественника Arrows FA1 только изменённой задней подвеской и увеличенной колеей. В гонках автомобиль выступал не слишком удачно и только на последнем этапе сезона 1978 года в Канаде Риккардо Патрезе удалось заработать очки за финиш на четвёртом месте.
Модернизированное для сезона 1979 года шасси A1B получилось слишком тяжёлым и добиться большего команде не удалось.

## Результаты выступлений в гонках
| Год  | Команда       | Двигатель            | Шины | N° | Пилоты    | 1   | 2   | 3   | 4    | 5   | 6    | 7    | 8   | 9   | 10  | 11  | 12   | 13   | 14   | 15  | 16  | Место | Очки |
| ---- | ------------- | -------------------- | ---- | -- | --------- | --- | --- | --- | ---- | --- | ---- | ---- | --- | --- | --- | --- | ---- | ---- | ---- | --- | --- | ----- | ---- |
| 1978 | Arrows A1     | Ford Cosworth DFV V8 | G    |    |           | АРГ | БРА | ЮАР | СШЗ  | МОН | БЕЛ  | ИСП  | ШВЕ | ФРА | ВЕЛ | ГЕР | АВТ  | НИД  | ИТА  | США | КАН | 9     | 11   |
| 1978 | Arrows A1     | Ford Cosworth DFV V8 | G    | 35 | Патрезе   |     |     |     |      |     |      |      |     |     |     |     | Сход | Сход | Сход |     | 4   | 9     | 11   |
| 1978 | Arrows A1     | Ford Cosworth DFV V8 | G    | 36 | Штоммелен |     |     |     |      |     |      |      |     |     |     |     | НПКВ | НПКВ | НПКВ | 16  | НКВ | 9     | 11   |
| 1979 | Arrows A1/A1B | Ford Cosworth DFV V8 | G    |    |           | АРГ | БРА | ЮАР | СШЗ  | ИСП | БЕЛ  | МОН  | ФРА | ВЕЛ | ГЕР | АВТ | НИД  | ИТА  | КАН  | США |     | 9     | 5    |
| 1979 | Arrows A1/A1B | Ford Cosworth DFV V8 | G    | 29 | Патрезе   | НС  | 9   | 11  | Сход | 10  | 5    | Сход |     |     |     |     |      |      | Сход |     |     | 9     | 5    |
| 1979 | Arrows A1/A1B | Ford Cosworth DFV V8 | G    | 30 | Масс      | 8   | 7   | 12  | 9    | 8   | Сход | 6    |     |     |     |     |      |      |      |     |     | 9     | 5    |

| Легенда к таблице |                                                                    |
| --- | ------------------------------------------------------------------ |
| В таблице перечислены результаты всех Гран-при Формулы-1, в которых использовался автомобиль. Строками таблицы являются сезоны, столбцами — этапы чемпионата мира. В каждой клетке указаны сокращённое название этапа и результат, дополнительно обозначенный цветом. Расшифровка обозначений и цветов представлена в нижеследующей таблице. |                                                                    |
| \| Пример \| Описание \| \| ------------ \| ------------------------------------------------------------------ \| \| 1 \| Победитель \| \| 2 \| Второе место \| \| 3 \| Третье место \| \| 5 \| Финишировал, заработав очки \| \| Сход \| Не финишировал, но при этом заработал очки \| \| 12 \| Финишировал, не получив очков \| \| НКЛ \| Финишировал, но не попал в финальную классификацию \| \| 15 \| Участвовал вне зачёта, либо по отдельной классификации \| \| 18 \| Не финишировал, но попал в финальную классификацию \| \| Сход \| Не финишировал \| \| НКВ \| Не прошёл квалификацию \| \| НПКВ \| Не прошёл предквалификацию \| \| ДСК \| Дисквалифицирован \| \| ИСК \| Исключён из протокола соревнований \| \| ТТ \| Заявлен для участия только в тренировках \| \| НС \| Участвовал в квалификации, но не стартовал в гонке \| \| Т \| Травмирован или болен \| \| ОТК \| Отказ от участия \| \| НТР \| Прибыл на соревнования, но на трассу не выезжал \| \| НПР \| Был заявлен в числе участников, но не прибыл к началу соревнований \| \| О \| Соревнования отменены \| \| \| Не участвовал \| \| Поул-позиция \| \| \| Быстрый круг \| \| |                                                                    |
| Пример | Описание                                                           |
| 1 | Победитель                                                         |
| 2 | Второе место                                                       |
| 3 | Третье место                                                       |
| 5 | Финишировал, заработав очки                                        |
| Сход | Не финишировал, но при этом заработал очки                         |
| 12 | Финишировал, не получив очков                                      |
| НКЛ | Финишировал, но не попал в финальную классификацию                 |
| 15 | Участвовал вне зачёта, либо по отдельной классификации             |
| 18 | Не финишировал, но попал в финальную классификацию                 |
| Сход | Не финишировал                                                     |
| НКВ | Не прошёл квалификацию                                             |
| НПКВ | Не прошёл предквалификацию                                         |
| ДСК | Дисквалифицирован                                                  |
| ИСК | Исключён из протокола соревнований                                 |
| ТТ | Заявлен для участия только в тренировках                           |
| НС | Участвовал в квалификации, но не стартовал в гонке                 |
| Т | Травмирован или болен                                              |
| ОТК | Отказ от участия                                                   |
| НТР | Прибыл на соревнования, но на трассу не выезжал                    |
| НПР | Был заявлен в числе участников, но не прибыл к началу соревнований |
| О | Соревнования отменены                                              |
| | Не участвовал                                                      |
| Поул-позиция |                                                                    |
| Быстрый круг |                                                                    |